# اسلیته
اسلیته (به سوئدی: Slite) یک منطقهٔ مسکونی در سوئد است که در بخش گوتلند واقع شده‌است. اسلیته ۲٫۵۱ کیلومتر مربع مساحت و ۱٬۵۰۰ نفر جمعیت دارد.